# Elliot Lake
Elliot Lake è una città del Canada situata nello stato dell'Ontario, precisamente nel Distretto di Algoma. Nel 2011 contava 11.348 abitanti.
La città è prevalentemente pianeggiante ed è bagnata sia a est e sia a ovest da due laghi: l'Horne Lake ed Elliot Lake (da cui trae il suo nome). Inoltre possiede anche un piccolo aeroporto molto distante dall'area urbana.